# Луций Скрибоний Либон (консул 16 года)
Лу́ций Скрибо́ний Либо́н (лат. Lucius Scribonius Libo) — политический деятель эпохи ранней Римской империи из знатного плебейского рода Скрибониев Либонов, ординарный консул 16 года.

## Происхождение
Его отцом был Луций Скрибоний Либон, сын консула 34 года до н. э., носившего такое же имя. В старых реконструкциях консула 16 года называют сыном консула 34 года до н. э. По своей матери, Помпее Магне, он был правнуком триумвира Гнея Помпея Великого. У него также был брат, Марк Ливий Друз Либон, который в 16 году был претором.

## Биография
О карьере Либона практически нет никаких сведений. В 16 году он занимал должность ординарного консула вместе с Сисенной Статилием Тавром. Известно, что он присутствовал в сенате во время суда над своим братом, которому было предъявлено обвинение в заговоре против императора Тиберия. Либон входил в состав жреческой коллегии септемвиров эпулонов. Возможно, был владельцем карьеров около города Луна.
Его детьми были Луций Скрибоний Либон, куратор русла Тибра, и Скрибония, супруга консула 27 года Марка Лициния Красса Фруги.